# Saltuarius salebrosus
Saltuarius salebrosus är en ödleart som beskrevs av  Jeanette Adelaide Covacevich 1975. Saltuarius salebrosus ingår i släktet Saltuarius och familjen geckoödlor. Inga underarter finns listade i Catalogue of Life. Artepitet i det vetenskapliga namnet är bildat av det latinska ordet salebrosus (grov).
Arten har mer än andra släktmedlemmar knölar på strupen som skapar en grov yta.
Denna ödla förekommer i sydöstra delen av delstaten Queensland i Australien. Den lever i regnskogar och gömmer sig mellan klippor och under rötter som ligger fri. Ibland besöks angränsande buskskogar och öppna skogar. Exemplaren sitter ofta på klippor för att solbada. Honor lägger ägg.
Några individer fångas och hölls i terrarium. Hela populationen bedöms som stabil. IUCN listar arten som livskraftig (LC).